# Grayson (Kentucky)
Grayson város az USA Kentucky államában. Lakosainak száma 3834 fő (2020. április 1.).

## Népesség
A település népességének változása:

| 2010 | 4 217 |
| 2020 | 3 834 |